# Cardioide

Una cardioide generada por una circunferencia que rueda.

Una cardioide dada como la envoltura de las circunferencias cuyos centros pertenecen a una circunferencia dada y que pasan a través de un punto fijo de una circunferencia dada.

Se llama cardioide a la curva cuya ecuación polar es: ρ=a(1+cos θ), por su semejanza con el dibujo de un corazón.
La cardioide es una curva ruleta de tipo epicicloide, con k=1. También es un caracol de Pascal, cuando 2a=h.
El nombre fue acuñado  en 1741 por el matemático italiano de Castillon (1708–1791)  pero la curva ya había sido objeto de estudio desde hacía décadas.